# Pedicularis nepalensis
Pedicularis nepalensis är en snyltrotsväxtart som beskrevs av David Prain. Pedicularis nepalensis ingår i släktet spiror, och familjen snyltrotsväxter. Inga underarter finns listade i Catalogue of Life.